# Éthra (fille de Pitthée)
Pour les articles homonymes, voir Éthra.

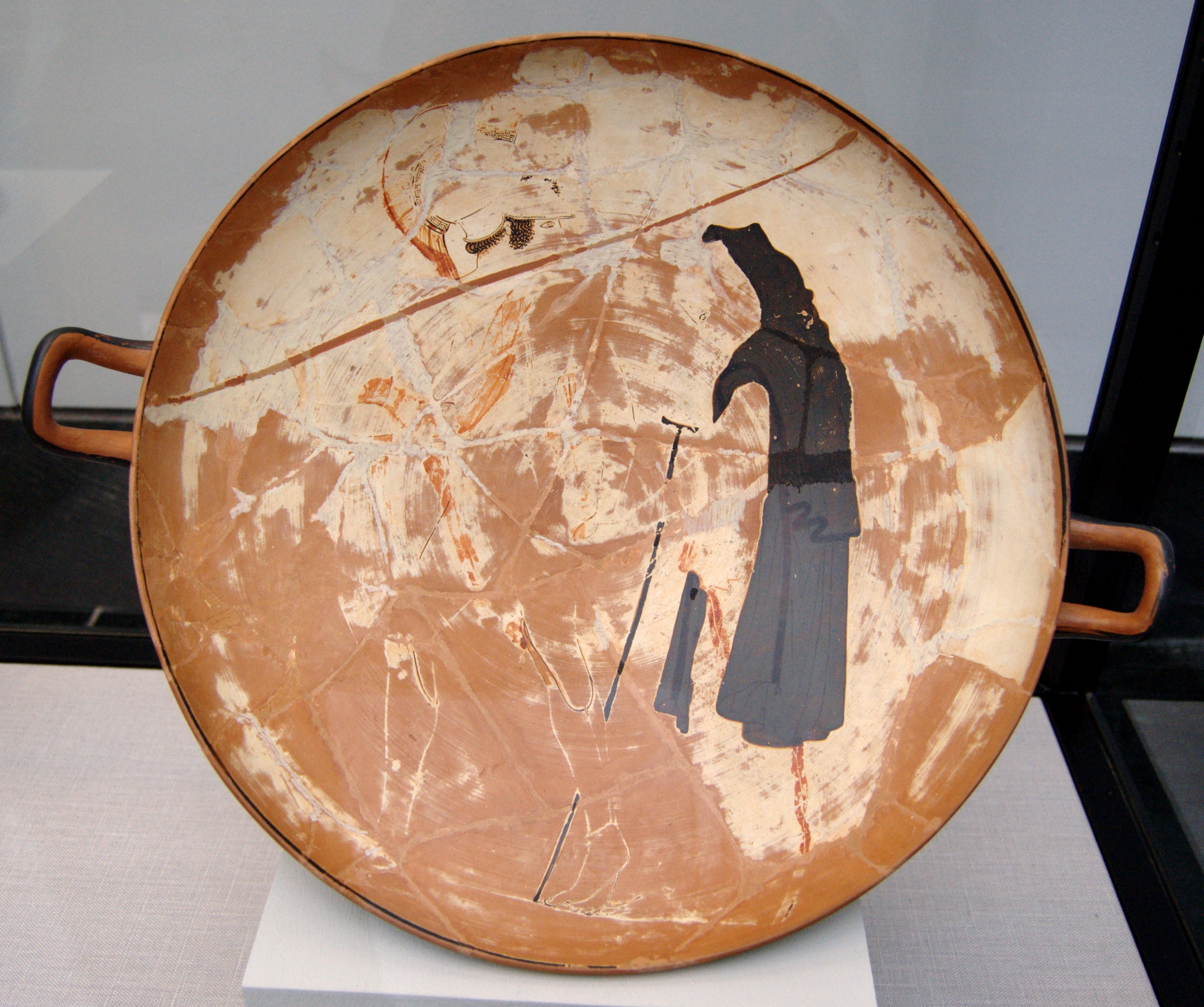
Démophon (?) libérant Éthra, kylix attique à fond blanc, 470-460 av. J.-C., Staatliche Antikensammlungen (Inv. 2687).

Dans la mythologie grecque, Éthra ou Æthra (en grec ancien Αἴθρα / Aíthra, « brûlante, fougueuse ») est la fille de Pitthée, roi de Trézène, et la mère de Thésée, qu'elle conçut avec Égée (ou Poséidon selon les versions), et qu'elle éleva toute seule.

## Mythologie
Éthra est d'abord courtisée par Bellérophon mais lorsque Égée arrive à Trézène, venant de Delphes, où il avait consulté l'oracle sur les moyens de s'assurer une postérité, le roi Pitthée, qui comprend le sens de la réponse de l'oracle, s'arrange pour unir sa fille à son hôte, à l'insu de celui-ci.
En effet, Égée n'avait pas eu d'enfant avec ses différentes épouses ; il va consulter l’oracle de Delphes et la Pythie lui ordonne de ne pas délier le col de son outre avant d'avoir atteint Athènes. Égée ne comprend pas la réponse, mais Pitthée en a saisi le sens : il fait boire Égée, et lorsque celui-ci est ivre, il met dans son lit sa fille Aethra. Après l'étreinte, la jeune femme se réfugie dans l'île de Sphaéra, où elle s'unit au dieu Poséidon. Doublement honorée cette nuit-là, elle met au monde un fils, Thésée, dont il est difficile de savoir qui est réellement son père, et s'il est un demi-dieu ou non.

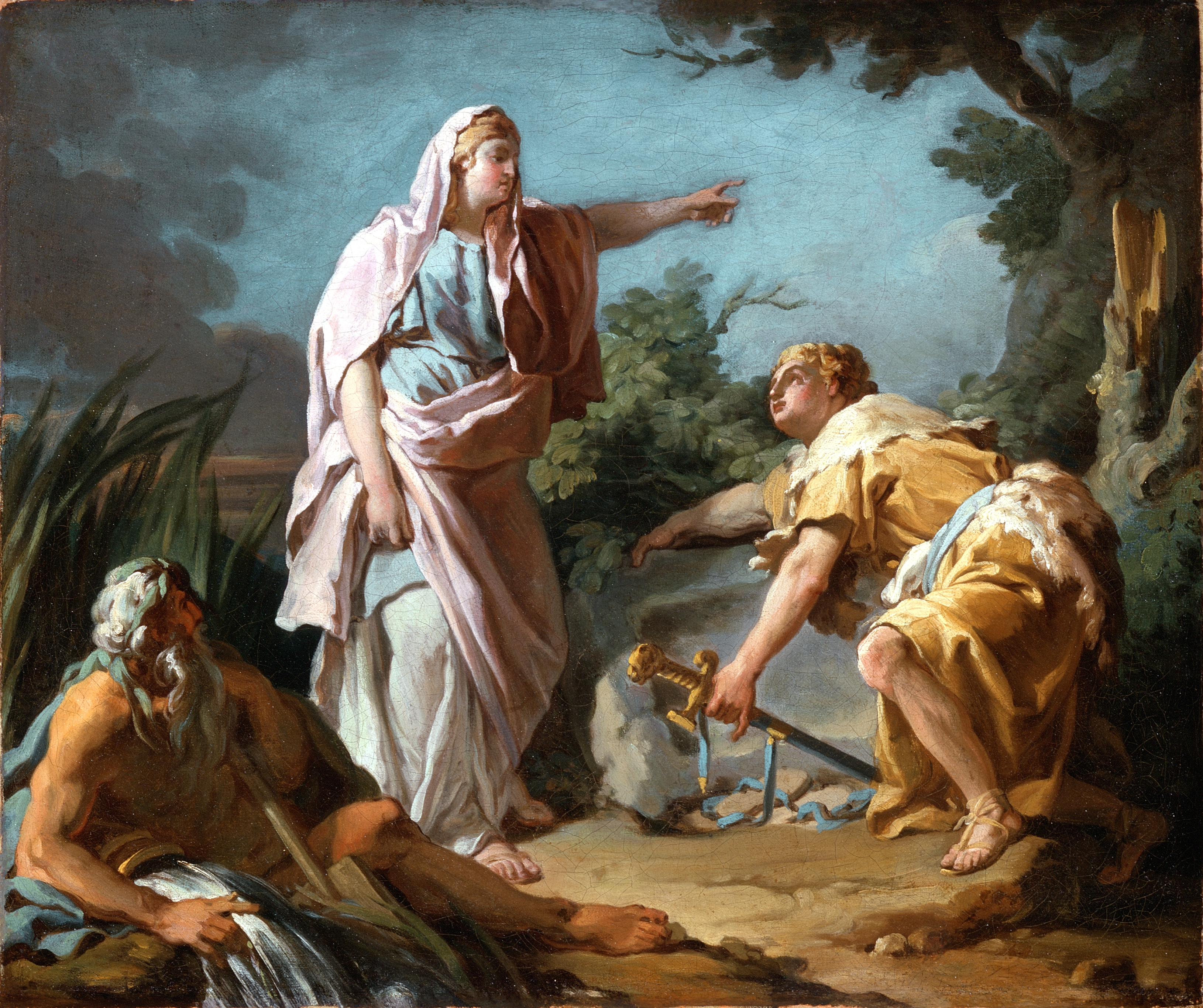
Nicolas Guy Brenet, Éthra indiquant à son fils Thésée où son père a caché ses armes, huile sur toile, 1768, Los Angeles, Musée d'Art du comté de Los Angeles.

Égée doit repartir pour Athènes et n'assiste pas à sa naissance ; mais il recommande à Éthra d'élever son fils selon son rang. Il dépose également une épée et des sandales d'or sous un rocher, insignes royaux qui lui dévoileraient le secret de sa naissance le jour où il pourrait soulever la roche. Éthra conduit Thésée devenu adolescent devant le rocher : il le soulève facilement et comprend son identité royale.
Après que Thésée est devenu roi d'Athènes, il enlève Hélène encore enfant, afin de l’épouser plus tard, et la confie à la garde de sa mère. Les Dioscures, frères d'Hélène, profitant de l’absence de Thésée qui accompagne son ami Pirithoos dans le monde des Enfers, organisent une expédition contre Athènes, libèrent leur sœur et, en représailles, enlèvent Éthra qui est réduite au rôle de servante d'Hélène, qu'elle suit à Troie. Elle n'est délivrée qu'au terme de la prise de la ville, sur la demande de ses petits-fils Démophon et Acamas. Elle se serait tuée après avoir découvert la mort de Thésée.

## Dans la littérature
Éthra est l'un des personnages de la tragédie d'Euripide, Les Suppliantes, représentée vers 423 av. J.-C., inspirée par la guerre légendaire des Sept contre Thèbes menée par Adraste, roi d'Argos. Les Thébains ayant refusé de rendre les corps des guerriers tombés dans la bataille, c'est à l'instigation de sa mère que Thésée, roi d'Athènes, vient en aide à Adraste et contraint les adversaires à se soumettre à ce devoir religieux.